# Jacinto Carbajal
Jacinto Carbajal Massó (Cáceres, 30 de diciembre de 1980) es un entrenador de baloncesto español.

## Trayectoria
Comenzó su carrera como entrenador en el CABA Albacete Femenino en 2008, club al que dirigió en Primera Nacional de Castilla-La Mancha. 
En la temporada 2010/11 dirige al Pío XII de Santiago de Compostela, disputando la Liga Femenina 2. En la temporada siguiente firma con el Universitario Ferrol, de la misma competición, siendo destituido en el mes de noviembre de 2011 e incorporándose seguidamente al Femenino Cáceres, donde termina la temporada.
En la temporada 2012/13 firma con el CB Al-Qazeres, de Liga Femenina 2. Permanece en dicho club durante seis temporadas, logrando el ascenso a Liga Femenina en 2013/14 y en 2015/16, dirigiendo al equipo en las tres temporadas que disputó en la máxima competición nacional y logrando la clasificación para la Fase Final de la Copa de la Reina en 2017. En abril de 2018 se anuncia su desvinculación con el equipo cacereño.
En la campaña 2018/19 firma con el Campus Promete, de Liga Femenina 2, con el que logra su tercer ascenso a Liga Femenina. Renueva en Campus Promete en 2019/20, siendo cesado en el mes de diciembre.
En enero de 2020 se incorpora al ISE CB Almería de Liga Femenina 2. Al finalizar la temporada es renovado, pero recibe una oferta del CB Al-Qazeres y regresa a su ciudad natal donde en 2020/21 entrena nuevamente a las cacereñas en Liga Femenina, no logrando mantener la categoría.
En la temporada 2021/22 dirige al Recoletas Zamora de Liga Femenina 2, completando la temporada y finalizando en tercera posición.
En 2022/23 es llamado por el Cáceres Patrimonio de la Humanidad, club de LEB Oro, para dirigir al equipo filial de Liga EBA, el Torta del Casar Extremadura, en la que fue su primera experiencia profesional a cargo de un club masculino. Compaginó dicha labor con el cargo de segundo asistente del primer equipo.
En la temporada 2023/24 es nombrado entrenador asistente de Roberto Blanco en el Cáceres Patrimonio de la Humanidad para disputar la LEB Oro, cargo que mantuvo tras la destitución de este y nombramiento de Arturo Álvarez en el mes de enero.
En 2024/25 fue renovado en su cargo, en esta ocasión como asistente de Adrià Alonso para participar en Segunda FEB (nueva denominación de la Liga LEB Plata).
El 13 de junio de 2025 se anunció su contratación como entrenador principal del Cáceres Patrimonio de la Humanidad para la temporada 2025/26, de nuevo en Segunda FEB.
Además de su labor como entrenador de club, Jacinto Carbajal forma parte del cuadro técnico de la Federación Española de Baloncesto en su programa de selecciones nacionales de formación, habiendo participado como entrenador ayudante en los campeonatos de Europa femeninos U18 de 2018 en Italia (medalla de plata), U16 de 2019 en Macedonia (medalla de bronce), U16 de 2024 en Hungría (medalla de bronce) y en el Mundial femenino U17 de 2022 en Hungría (medalla de plata).